# Mar-a-Lago
Mar-a-Lago (pronunciación en inglés: /mɑɹ.ə.lʲɑ.goʊ/) es un inmueble patrimonial, declarado Hito Histórico Nacional, ubicado en Palm Beach, Florida, Estados Unidos. Está ubicado en una propiedad que abarca unas 8 hectáreas.

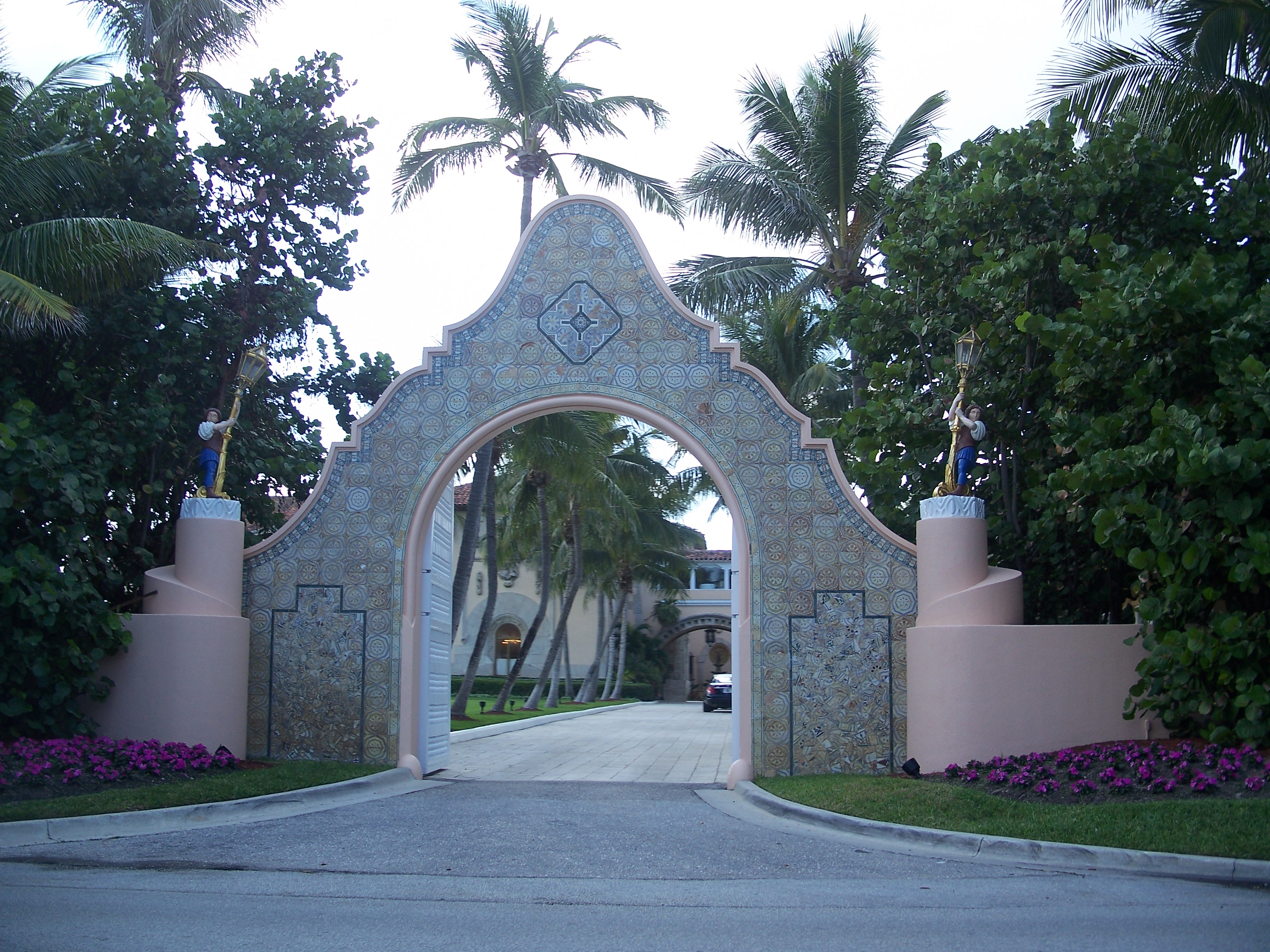
Entrada a la propiedad en 2010.

Fue construido en estilo arquitectónico español entre 1924 y 1927, encargado por la heredera y socialite Marjorie Merriweather Post. Post concibió la casa como un futuro lugar de descanso invernal para los presidentes de Estados Unidos y otros dignatarios extranjeros. Después de su muerte, en 1973, fue legada a la nación. Sin embargo, los sucesivos presidentes declinaron usar la mansión, por lo que fue devuelta a los bienes raíces de Post en 1980.
En 1985 fue comprada por Donald Trump, quien en 2017 se convirtió en el 45.º presidente de los Estados Unidos.
El complejo de 126 habitaciones y 10 000 m² también contiene el Mar-a-Lago Club, un club exclusivo con habitaciones de invitados, un spa, entre otras comodidades. La familia Trump mantiene su vivienda privada en un área cerrada de la casa y los jardines.

### Arquitectura
Desde el punto de vista arquitectónico, el complejo es de estilo renacentista español. La casa es una villa de estilo mediterráneo, una adaptación de la arquitectura hispano-morisca que era popular en Palm Beach en aquella época. Consta de un bloque central de dos plantas con habitaciones familiares y zonas de servicio en alas y edificios auxiliares inferiores. La Sra. Post eligió esta disposición para que la casa principal no pareciese demasiado grande y para separar las zonas familiares y de servicio de las de entretenimiento. La casa está coronada por una torre de 18 metros con tejado de tejas que contiene dormitorios, baños y una plataforma de observación con una amplia vista de Palm Beach.
Entre los materiales importados se utilizaron tres cargamentos de piedra caliza Doria de Génova, visible en el revestimiento exterior de las paredes, algunas estructuras interiores, arcos y las esculturas de Barwig. Esta piedra caliza fosilífera fue elegida por su calidad de rápido envejecimiento y su idoneidad para el tallado intrincado. Unas 20.000 tejas y 2.200 bloques de mármol blanco y negro proceden de un castillo cubano. En el vestíbulo, el patio, el claustro y algunas habitaciones se utilizaron azulejos españoles procedentes de una colección de casi 36.000 azulejos del siglo XV reunida en la década de 1880 por la esposa de Horace Havermeyer. Esta colección es posiblemente una de las mayores del mundo.
La residencia tiene 58 habitaciones, 33 baños, una mesa de comedor de mármol de pietra dura de 8,8 m de largo, 12 chimeneas y tres refugios antiaéreos.
El 18 de abril de 2012, los miembros de la sección de Florida del Instituto Estadounidense de Arquitectos clasificaron Mar-a-Lago en quinto lugar en la lista Arquitectura de Florida : 100 años 100 lugares.

### Club

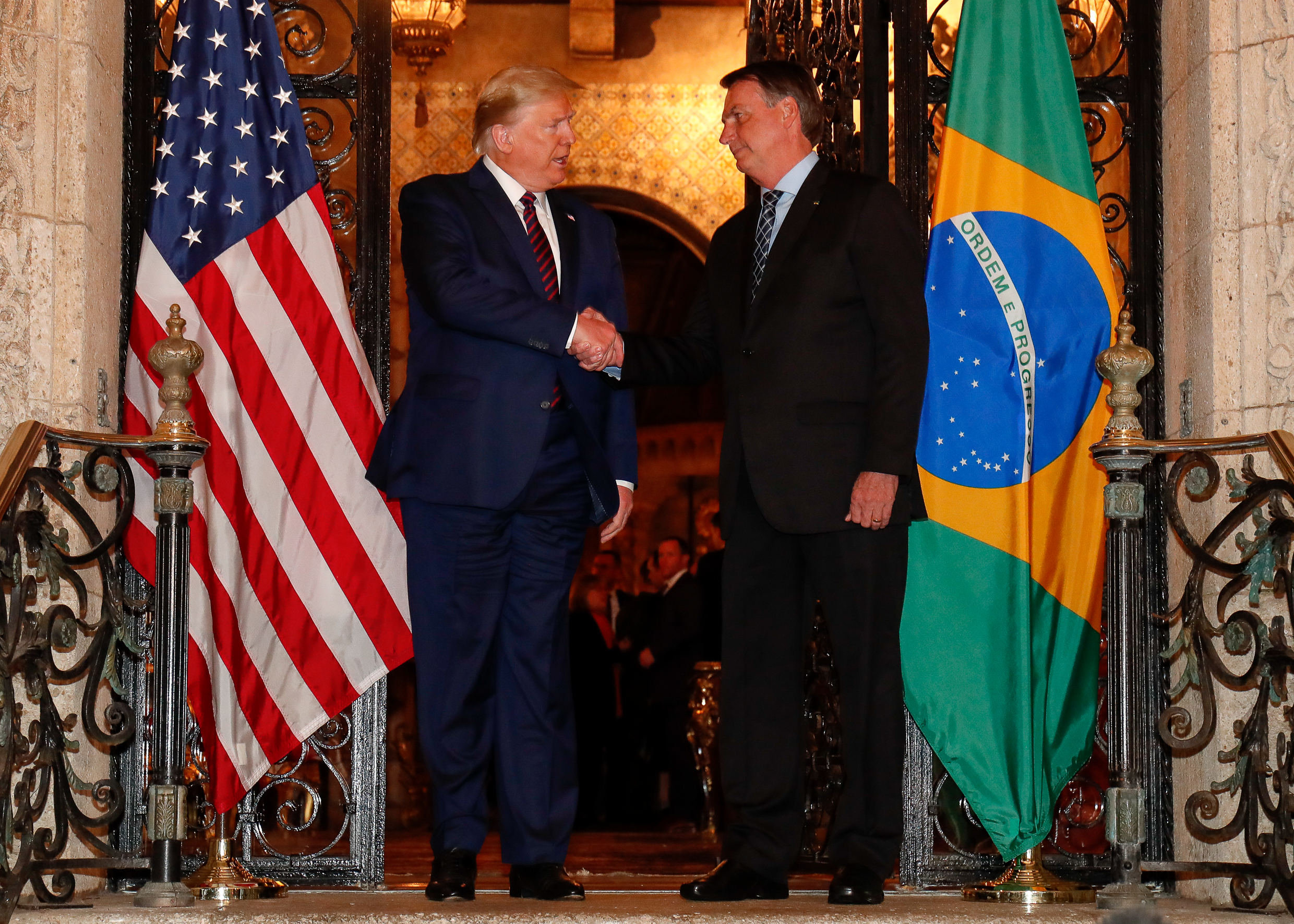
Trump recibiendo al ex presidente de Brasil Jair Bolsonaro en la propiedad

El principal negocio que tiene la mansión es el Club de Mar-a-Lago, inaugurado en 1994 y que funciona como complejo turístico y hotel para los miembros que pagan cuotas, y alquila locales de la mansión para eventos privados. Este tipo de explotación de la mansión como club, sin dejar de vivir en ella, permite a Trump reducir significativamente su factura fiscal, al considerar gastos empresariales legítimos una serie de elementos utilizados para mantener la mansión y su estilo de vida.
Para ser socio del club Mar-a-Lago había que pagar una cuota de 200.000 dólares. En 2012, supuestamente en respuesta a la reducción de la demanda tras el escándalo de Bernie Madoff que afectó a muchos residentes adinerados de Palm Beach, la cuota se redujo a 100.000 dólares. La cuota volvió a 200.000 dólares en enero de 2017 después de que Trump fuera elegido presidente, con cuotas anuales de 14.000 dólares. Los huéspedes que pernoctaban pagaban hasta 2.000 dólares por noche.
La lista de miembros de Mar-a-Lago ha estado envuelta en secreto durante mucho tiempo. El libro de 2020 The Grifter's Club tuvo acceso a antiguos registros de socios del club, que confirmaron que Jeffrey Epstein había sido socio hasta 2007, y revela que fue expulsado «después de que Epstein acosara a la hija de un socio», según otro miembro de Mar-a-Lago. El libro alega que la chica era una adolescente en ese momento, y confirma que Epstein figura en los registros de socios del club como «Cuenta cerrada 10/07», en contraste con los casos de renuncia de socios, en los que normalmente se anota «Renunció».
En enero de 2017, el club estaba casi en su capacidad máxima de 500 socios de pago y admitía entre veinte y cuarenta nuevos socios al año. Entre los socios de 2017 se encuentran el ejecutivo petrolero Bill Koch, el financiero Thomas Peterffy, el líder del Partido Demócrata de Nueva Jersey George Norcross, el lobista Kenneth Duberstein, los promotores inmobiliarios Bruce E. Toll y Richard LeFrak, el ejecutivo de medios Christopher Ruddy, el presentador de programas de entrevistas Howie Carr, la esposa del presentador de programas de entrevistas Michael Savage y el entrenador de la NFL Bill Belichick.

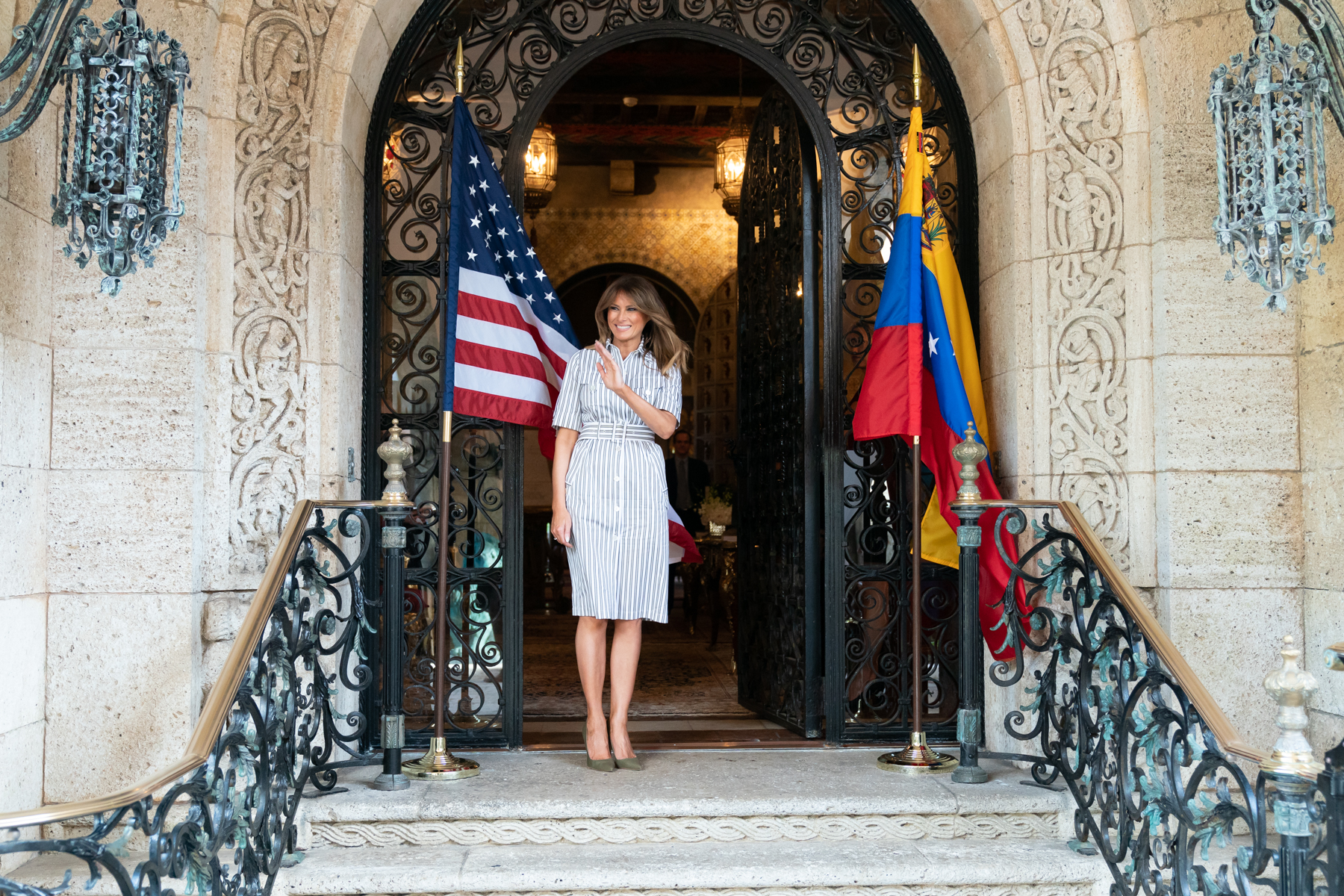
Melania Trump recibiendo una delegación de la oposición venezolana en 2019 en Mar-a-Lago

En febrero de 2017 se informó de que Trump estaba considerando al menos a tres miembros del club para embajadores.
En protesta por los comentarios de Trump sobre la manifestación de agosto de 2017 de Unite the Right en Charlottesville (Virginia), seis organizaciones sin ánimo de lucro cancelaron eventos de gala programados en el club. Entre las organizaciones benéficas que cancelaron estaban la Cruz Roja Estadounidense y la Sociedad Estadounidense contra el Cáncer.
El club ha sido citado con frecuencia por infracciones del código sanitario. En enero de 2017, los inspectores de Florida señalaron 15 infracciones que incluían marisco inseguro, carnes insuficientemente refrigeradas, estanterías oxidadas y cocineros sin redecilla para el pelo. Sin embargo, según el portavoz del departamento de Regulación Empresarial y Profesional de Florida, Stephen Lawson, «las infracciones se corrigieron in situ, y el establecimiento se puso inmediatamente en conformidad.». Desde 2013, se ha enfrentado a 51 infracciones del código sanitario.
El 30 de marzo de 2019, Yujing Zhang, de nacionalidad china, fue detenido y acusado de entrada ilegal en el establecimiento y de hacer declaraciones falsas a los funcionarios federales encargados de hacer cumplir la ley. También se detuvo a ciudadanos chinos por allanamiento de morada en Mar-a-Lago en diciembre de 2019. El ciudadano chino Zijie Li intentó entrar en la propiedad al menos 3 veces en 2024.
En agosto de 2022, el Pittsburgh Post-Gazette informó de que un ruso de origen ucraniano que utilizaba un nombre falso y afirmaba ser una heredera de la familia Rothschild había frecuentado la residencia durante un año, llegando incluso a posar allí para hacerse fotos con Trump y el senador Lindsey Graham.